# Ба-нам-Филенн
Ба-нам-Филенн или Ба-нам-Фи́ланн (Саут-Форд; англ. Bagh nam Faoileann; гэльск. Bàgh Nam Faoileann) — пролив между островами Саут-Уист и Бенбекьюла, входящих в состав Внешних Гебридских островов на северо-западе Шотландии (Великобритания). Соединяет Гебридское море с Атлантическим океаном. В центральной части пролив пересекает автодорога A 865 (Норт-Уист — Лохбойсдейл).